# Харківський національний технічний університет сільського господарства імені Петра Василенка
Харківський національний технічний університет сільського господарства імені Петра Василенка  (ХНТУСГ ім. П. Василенка) — колишній державний вищий навчальний заклад IV рівня акредитації, підпорядкований Міністерству освіти і науки України, що був розташований у Харкові.
Припинив існування у 2021 році через приєднання до складу Державного біотехнологічного університету.

## Історія
Виш створений як Харківський інститут механізації й електрифікації сільського господарства одним із перших сільськогосподарських вищих шкіл інженерного профілю Постановою Центрального Виконавчого Комітету та Ради Народних Комісарів СРСР від 23 липня 1930 р. № 40/237 на базі відділень механізації та електрифікації Харківського і Полтавського сільськогосподарських інститутів.
У вересні 1941 року інститут евакуйовано до Ташкенту, і увійшов до складу Ташкентського інституту інженерів іррігації та механізації сільського господарства як факультет механізації сільського господарства. 1943 року інститут реевакуйовано до м. Харкова. 1946 року інститут перепідпорядкований до Міністерства вищої освіти СРСР.
У 1947 році було відкрито факультет заочного навчання зі спеціальності "Механізація сільського господарства". 1 вересня 1948 року відповідно до наказу директора № 14 від 26 січня 1948 року було відкрито факультет електрифікації сільського господарства.
У 1953 році рішенням уряду в інституті було відкрито спеціальний факультет підготовки інженерів-механіків та інститут удосконалення керівних працівників і спеціалістів МТС.
З 1956 по 1991 роки інститут підпорядкований Міністерству сільського господарства СРСР та в окремі роки Міністерству сільського господарства УРСР.
З 1978 по 1990 роки у Харківському інституті механізації й електрифікації сільського господарства функціонував факультет архітектури та сільськогосподарського будівництва.
З 1991 року інститут підпорядкований Міністерству сільського господарства України
З 1996 року в університеті функціонує єдиний в Україні Центр соціологічних досліджень села, який має плідні міжнародні зв’язки з Гарвардським університетом (США); функціонує єдина в Україні кафедра ЮНЕСКО "Філософія людського спілкування", що має офіційний міжнародний статус.
У 1999 році Харківський державний технічний університет сільського господарства підпорядкований Міністерству агропромислового комплексу України.
З 2000 року Харківський державний технічний університет сільського господарства є представником України і засновником разом з Росією та Білоруссю Євро-Азіатської асоціації інженерів сільського господарства у відповідній світовій асоціації, яка об’єднує і координує діяльність агроінженерного співтовариства.
У 2000 році Харківський державний технічний університет сільського господарства підпорядкований Міністерству аграрної політики України.
У 2002 році в університеті вперше в Україні створено інститут інноваційного менеджменту для прогнозування інноваційних ситуацій в агропромисловому комплексі регіону.
У 2003 році Харківський державний технічний університет сільського господарства став членом Європейської асоціації аграрних університетів, колективним членом міжнародної академії наук вищої школи, членом консорціуму аграрних університетів світу.
20 квітня 2004 року Постановою Кабінету Міністрів України за № 244 на базі Харківського інституту механізації та електрифікації сільського господарства створено Харківський державний технічний університет сільського господарства, який став єдиним і провідним аграрим ВНЗ інженерно-технічного профілю IV рівня акредитації в Україні.
12 травня 2004 року розпорядженням Кабінету Міністрів України за № 991 Харківському державному технічному університету сільського господарства було присвоєно ім'я видатного вченого в галузі землеробської механіки - академіка Петра Василенка, підпорядковано Міністерству аграрної політики України.
Указом Президента України Л. Д. Кучми № 1282/2004 від 29 жовтня 2004 року Харківському державному технічному університету сільського господарства імені Петра Василенка надано статус національного, підпорядкованого Міністерству аграрної політики України.
Рішенням Міністерства аграрної політики України від 29 серпня 1005 року № 434 Харківський навчально-курсовий комбінат із підготовки, перепідготовки та підвищення кваліфікації кадрів АПК реорганізовано в структурний підрозділ ХНТУСГ - Навчальний центр Харківського національного технічного університету сільського господарства імені Петра Василенка.
18 лютого 2015 року згідно розпорядження Кабінету Міністрів України № 87-Р від 4 лютого 2015 року Харківський національний технічний університет сільського господарства імені Петра Василенка підпорядкований Міністерству освіти та науки України.

## Керівництво
Нанка Олександр Володимирович— ректор Харківського національного технічного університету сільського господарства імені Петра Василенка, академік Української Національної Академії наук Екологічних технологій, академік Інженерної Академії України, кандидат технічних наук, професор.

## Ректори
- Шапошніков Іван Леонтійович (1930—1931)
- Кудря Данило Євменович (1931—1932)
- Ларов Анатолій Якович (1932—1935)
- Васильєв Сергій Вікторович (1935—1937)
- Цурко Василь Семенович (1937—1944)
- Радченко Борис Петрович (1944—1947)
- Чупіс Микола Максимович (1947—1949)
- Виноградов Євген Павлович (1949—1964)
- Євсєєв Михайло Карпович (1965—1974)
- Євсюков Тихон Павлович (1975—1995)
- Мазоренко Дмитро Іванович (1996—2012)
- Тіщенко Леонід Миколайович (2012—2014)
- Нанка Олександр Володимирович (2016-2021)

## Корпуси та кампуси

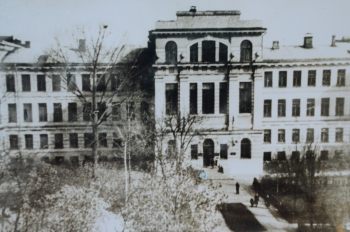
Головний корпус ХНТУСГ

- Головний корпус Головний корпус ХНТУСГ розташований по вул. Алчевських, 44, в триповерховій будівлі, яка споруджена за проєктом академіка архітектури Олексія Миколайовича Бекетова в 1914—1916 роках для Комерційного інституту. У 1917—1919 роках в корпусі навчався майбутній Нобелівський лауреат Семен Кузнець (Саймон Сміт). Ця будівля є історичною архітектурною пам'яткою міста (охор. № 177), загальна площа якої становить 8661,9 м². У цьому корпусі зараз розміщується ректорат і усі адміністративно-господарські структурні підрозділи (відділ кадрів, бухгалтерія, господарська частина, навчально-виховний відділ, актова і читальна зали, наукова частина, аспірантура), навчально-науковий інститут бізнесу і менеджменту з підпорядкованими йому кафедрами, Німецький Центр (Deutsches Zentrum), як культурно-освітянська установа німецької діаспори у Харківській області.

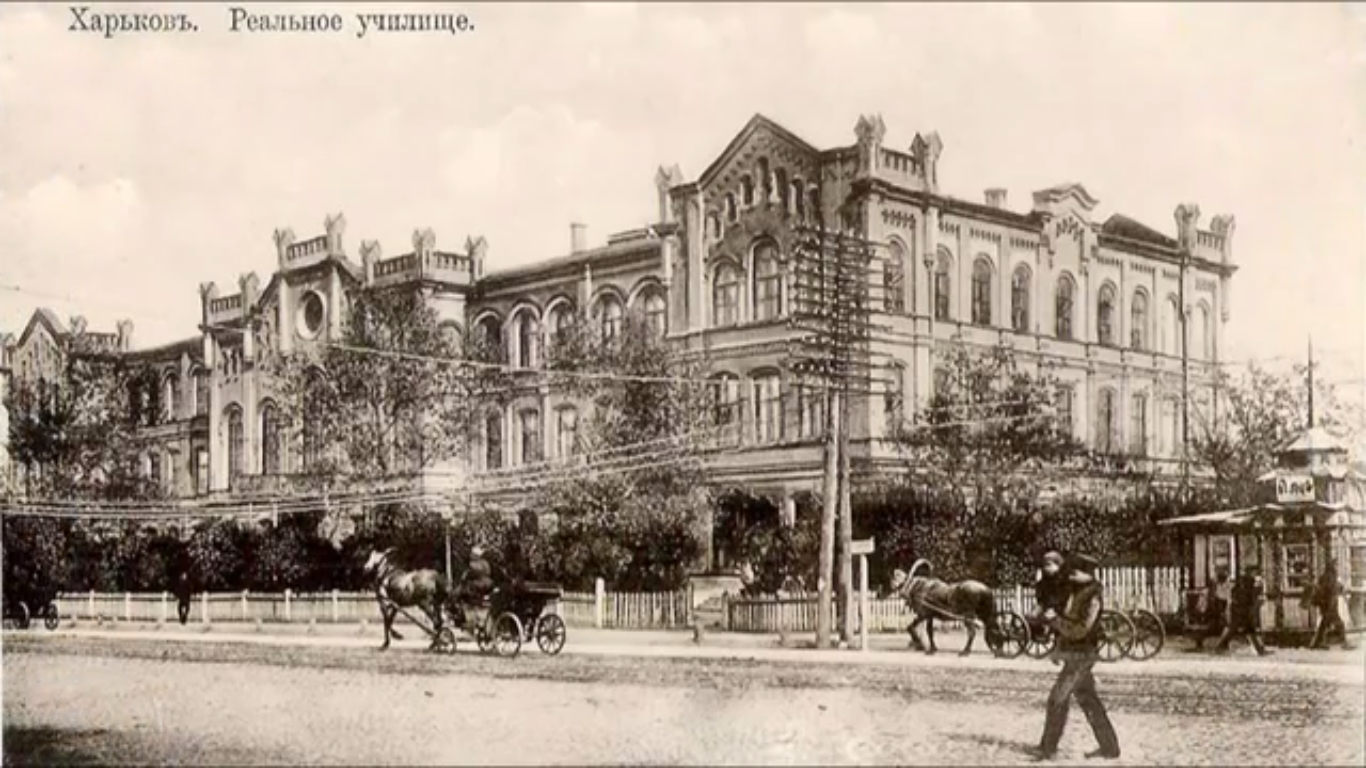
Московський проспект 45

- Навчально-науковий інститут механотроніки і систем менеджменту Московський проспект 45 розташований за адресою проспект Героїв Харкова, 45. Саме з цього будинку, який було збудовано за проєктом архітектора К. О. Толкунова в 1877 році для Реального училища в оригінальних формах, що нагадують романо-готичні будівлі, фактично і розпочав із 1930 році свою славну історію Харківського інституту механізації та електрифікації сільського господарства. Це триповерхова будівля є пам'яткою архітектури міста (охор. № 357), загальна площа якої становить 7909,7 м². У цьому корпусі розташовані кафедри ННІ механотроніки і систем менеджменту, навчально-науковий інститут дистанційного і заочного навчання, наукова бібліотека університету та інші.
- Навчально-науковий інститут технічного сервісу розташований за адресою проспект Героїв Харкова, 45, у так званому лабораторному корпусі (фізично розташований на майдані Фейєрбаха). Це чотириповерхова будівля колишнього культового призначення (Вознесенська церква), збудована на тоді Вознесенській площі наприкінці XIX сторіччя, загальна площа якої становить 3466,6 м². У корпусі розміщені підпорядковані інституту кафедри.

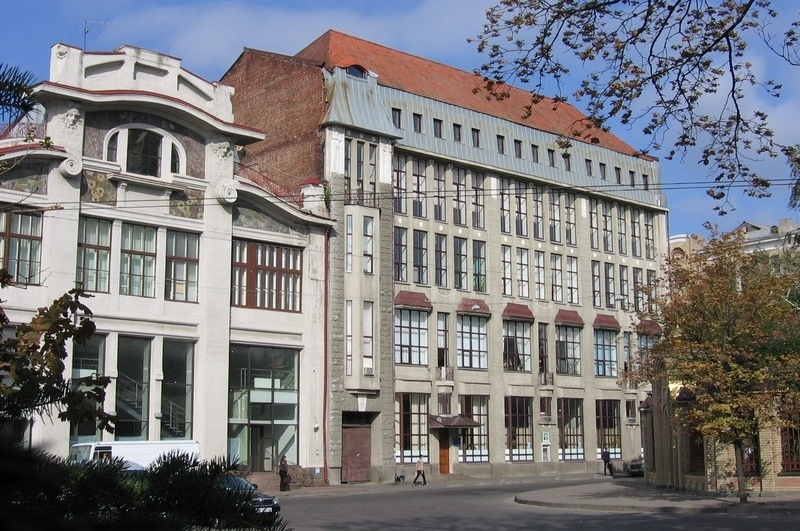
Навчальний корпус ННІ ЕКТ, вул Різдвяна

- Навчально-науковий інститут енергетики і комп'ютерних технологій Навчальний корпус ННІ ЕКТ, вул Різдвяна розташований на вул. Різдвяна, 19 в чотириповерховому будинку, який було збудовано на початку ХХ сторіччя за проєктом архітектора О. І. Ржепішевського в стилі модерн, що було співзвучним діловим ритмам міста того часу. Загальна площа корпусу становить 3529,4 м², він є пам'яткою архітектури міста (охор. № 378). У корпусі розміщені підпорядковані інституту кафедри.
- Навчально-науковий інститут переробних і харчових виробництв розташований на вул. Мироносицька, 92 в монументальному триповерховому будинку, спорудженому за проєктом академіка архітектури О. М. Бекетова в 1913—1914 роках в стилі неокласицизму, загальна площа становить 6755,5 м², є пам'яткою архітектури міста (охор. № 142).

У цьому корпусі розташована приймальна комісія, деканат по роботі з іноземними громадянами і кафедри, які підпорядковані навчально-науковому інституту.
- З 2002 р. розпочато навчальний процес в корпусі на просп. Ювілейний, 65 г. Це сучасна п'ятиповерхова будівля, загальна площа якої становить 4052,2 м², розташована у новому районі міста — Салтівському житловому масиві. У цьому корпусі розташовані навчально-науковий інститут післядипломної освіти, науково-дослідний технологічний інститут і деякі спеціалізовані кафедри двох інститутів.

Харківський національний технічний університет сільського господарства імені Петра Василенка має 5 упорядкованих гуртожитків загальною площею 30 062,8 м², За результатами республіканського конкурсу-огляду серед ВНЗ Міністерства аграрної політики та продовольства України з комплексу показників, що характеризують побутові умови, виховну роботу, стан гуртожитків, студмістечко університету протягом останніх років посідає 1 місце. Університет має можливість надати місця для проживання в гуртожитках усім охочим студентам.

## Структура університету
До складу вишу входить 8 факультетів, на яких здійснюється підготовка спеціалістів з 13 спеціальностей.
На 35 кафедрах університету працює 370 викладачів, з них 63 докторів наук і професорів, 205 доцентів і кандидатів наук. Серед викладачів 18 академіків і членів-кореспондентів різних академій наук, 9 заслужених діячів науки і техніки, заслужених працівників освіти, 2 лауреати Державної премії України, 23 відмінники освіти України.

### Інститут післядипломної освіти
- Центр підвищення кваліфікації
- Центр робітничих професій

### Навчально-наукові інститути та факультети
- Навчально-науковий інститут механотроніки і систем менеджменту (ННІ МСМ)
  - Кафедра тракторів і автомобілів
  - Кафедра сільськогосподарських машин
  - Кафедра безпеки життєдіяльності та права
  - Кафедра мехатроніки та деталей машин
  - Кафедра оптимізації технологічних систем ім. Т. П. Євсюкова
  - Кафедра агротехнологій та екології
- Навчально-науковий інститут енергетики та комп'ютерних технологій (ННІ ЕКТ)
  - Кафедра біомедичної інженерії та теоретичної електротехніки
  - Кафедра інтегрованих електротехнологій та процесів
  - Кафедра автоматизованих електромеханічних систем
  - Кафедра електропостачання та енергетичного менеджменту
  - Кафедра автоматизації та комп'ютерно-інтегрованих технологій
- Навчально-науковий інститут технічного сервісу (ННІ ТС)
  - Кафедра технологічних систем ремонтного виробництва імені О. І. Сідашенка
  - Кафедра технічних систем і технологій тваринництва ім. Б. П. Шабельника
  - Кафедра підприємництва, торгівлі та біржової діяльності
  - Кафедра технології матеріалів
  - Кафедра надійності, міцності, будівництва та технічного сервісу машин імені В. Я. Аніловича
- Навчально-науковий інститут переробних і харчових виробництв (ННІ ПХВ)
  - Кафедра обладнання та інжинірингу переробних і харчових виробництва
  - Кафедра фізики і теоретичної механіки
  - Кафедра вищої математики
  - Кафедра мовної підготовки
  - Кафедра технологій переробних і харчових виробництв
  - Кафедра кібернетики
- Навчально-науковий інститут бізнесу і менеджменту (ННІ БМ)
  - Кафедра організації виробництва, бізнесу та менеджменту
  - Кафедра культури, спорту та туризму
  - Кафедра ЮНЕСКО «Філософія людського спілкування» та соціально-гуманітарних дисциплін
  - Кафедра обліку та аудиту
  - Кафедра економіки та маркетингу
  - Кафедра маркетингу та медіакомунікацій
- Факультет технологічних систем і логістики (ТСЛ)
  - Кафедра деревооброблювальних технологій та системотехніки лісового комплексу
  - Кафедра транспортних технологій і логістики
  - Кафедра агрологістики і управління ланцюгами постачань

### Відокремлені структурні підрозділи університету
- Відокремлений структурний підрозділ «Харківський фаховий коледж харчової промисловості Харківського національного технічного університету сільського господарства імені Петра Василенка»
- Відокремлений структурний підрозділ «Вовчанський фаховий коледж Харківського національного технічного університету сільського господарства імені Петра Василенка»

## Історія навчально-наукових інститутів та кафедр
Навчально-науковий інститут механотроніки і систем менеджменту - один з провідних навчально-наукових інститутів, що бере свій початок з факультету механізації сільського господарства - з якого й почалась історія Харківського інституту механізації та електрифікації сільського господарства у 1930 році.
В організації та становленні факультету велику ролі відіграли вчені: Алов О. О., Василенко А. А., Константинов В. О., Крамаренко Л. П., Пономарьов Р. Д., Свірщевський Б. С., Фере М. Є. З 1991 року факультет очолював Пастухов В. І., а з 2009 року деканом призначено Харченка С. О. До 1990 року на факультеті механізації сільського господарства стаціонарно навчалося біля двох тисяч студентів. На базі інституту створено навчально-виробничий комплекс, до складу якого входять 6 кафедр:
- Кафедра тракторів і автомобілів заснована у 1930 році під час створення Харківського інституту механізації та електрифікації сільського господарства. Першим завідувачем кафедри був доктор технічних наук, професор В. О. Константинов (очолював кафедру протягом 1931-1941, 1943-1952 роки).  З 1952 по 1977 роки кафедру очолював видатний вчений, доктор технічних наук, професор Г. П. Дворовенко.  З 1978 по 2020 роки завідувачем кафедри був заслужений діяч науки і техніки України, доктор технічних наук, професор, відомий вчений в галузі тракторної енергетики Лебедєв А. Т.  З 2020 року завідувач кафедри М. Л. Шуляк. Пріоритетний напрямок наукових досліджень кафедри - вдосконалення конструкцій тракторів та двигунів на основі науковообґрунтованих способів підвищення їх роботоздатності та зниження трудомісткості діагностування.
- Кафедра сільськогосподарських машин створена одночасно із заснування Харківського інституту механізації сільського господарства. Очолювали кафедру: Алов О. О. (1930-1935), Крамаренко Л. П. (1935-1941), Лисовенко С. І. (1945-1950), Головін Д. Д. (1953-1969), Семенок О. М. (1969-1974), Заїка П. М. (1975-1986), Бакум М. В. (1987-2009). З 2010 року кафедру очолював Пастухов В. І. З 2020 року Козаченко О. В. завідувач кафедри. Основні напрямки наукових досліджень: розробка технології та засобів сепарації важковідокремлюваних насіннєвих сумішей; обґрунтування параметрів.
- Кафедра безпеки життєдіяльності та права створена у 1973 році при факультеті «Механізація сільського господарства» як  кафедра «Охорона праці». Першим завідувачем кафедри був професор  Г. М. Гряник. З 1990 року завідувачем кафедри призначено доцента, кандидата технічних наук Ю. С. Скобло. 1992 року до кафедри приєднано кафедру «Цивільна оборона», внаслідок чого відбулася реорганізація кафедри зі зміною назви «Безпека життєдіяльності». З 2000-2001 роки на кафедрі відкрито спеціалізацію з підготовки фахівців з охорони праці. З вересня 2004 року кафедру очолює Кірієнко Микола Максимович. 2016 року на кафедрі відкрито спеціальність «Право» і кафедра змінила назву на «Безпека життєдіяльності та право».
- Кафедра мехатроніки та деталей машин створено у 2017 році відповідно до наказу ректора Харківського національного технічного університету сільського господарства імені Петра Василенка № 01-08/249 від 19.07.2017 року шляхом об'єднання фахівців галузі мехатроніки, деталей машин та систем керування якістю на базі кафедри деталей машин. Кафедра деталей машин була заснована в 1930 році при створенні Харківського інституту механізації сільського господарства. Кафедру очолювали: Князюк Г. К., Тіщенко Т. П., Долгов В. В., Карпенко В. В., Хацинов Н. І., Клафас Х. І., Заїка П. М., Міняйло А. В., Мазоренко Д. І., Рябков А. І. 1998 року завідувачем кафедри був Тіщенко Л. М. 2004 року від кафедри відокремилася кафедра якості, сертифікації і стандартизації продукції, кафедра стала називатися кафедра деталей машин і ПТМ. Кафедра «Якість, стандартизація та сертифікація» була створена на основі рішення Вченої ради університету від 25.12.03 року. Кафедру утворено з метою концентрації зусиль з навчального і методичного забезпечення підготовки студентів зі спеціальності «Якість, стандартизація та сертифікація» та виконання вимог з акредитації спеціальності. Потреба у фахівцях з управління якістю, стандартизації та сертифікації визначена рухом України до Європейської спільноти, бажанням вступу до Всесвітньої торговельної організації (ВТО), а також політикою регіону та Міністерства аграрної політики України, яка націлена на випуск якісної, сертифікованої продукції, послуг та робіт, виконаних на рівні міжнародних стандартів. Кафедру очолював доцент Лук’яненко В. М. На сьогодні кафедра «Мехатроніки та деталей машин» навчально-наукового інституту «Механотроніки і систем менеджменту» Харківського національного технічного університету сільського господарства імені Петра Василенка є навчально-науковим структурним підрозділом, який забезпечує: здійснення всіх видів навчально-виховної, науково-методичної, наукової, культурно-виховної робіт, впровадження результатів науково-технічного прогресу у виробництво; підготовку наукових кадрів через аспірантуру i докторантуру; підвищення кваліфікації викладачів і фахівців за напрямками 208 – «Агроінженерія», 133 – «Галузеве машинобудування»; здійснення інших видів діяльності: профорієнтаційну, господарську, міжнародну та ін.) відповідно до Статуту університету.
- Кафедра оптимізації технологічних систем ім. Т. П. Євсюкова заснована у 1932 році як кафедра експлуатції машинно-тракторного парку. Основною дисципліною на кафедрі і в інституті стала експлуатація машинно-тракторного парку, яку започаткував академік Б. С. Свірщевський.  В становленні кафедри активну участь брав професор М. Є. Фере, який працював на кафедрі до 1940 року. Під час Другої світової війни кафедра у складі інституту була евакуйована до м. Ташкент. Післявоєнний розвиток кафедри почався з 1951 році під керівництвом доцента Ф. М. Буланенка.  З 1964 року завідувачами кафедри працювали В. Г. Глазко, І. В. Автухов, В. Я. Слободюк, М. З. Макеєв, А. М. Денисенко, П. А. Джолос, Ю. І. Ковтун, В. І. Пастухов, С. О. Харченко.  У 1969 році при кафедрі було створено першу серед навчальних закладів лабораторію технічного обслуговування тракторів і сільськогосподарських машин. З 1995 року на кафедрі розпочалося викладання дисципліни «Обґрунтування інженерних рішень». 2009 року кафедру перейменовано на кафедру оптимізації технологічних систем ім. Т. П. Євсюкова. Основні завдання кафедри: раціональна експлуатація техніки, створення оптимальних механізованих технологій, інженерна служба та технічне обслуговування машин, обґрунтування інженерних рішень, керування сільськогосподарською технікою, основ агрономії та екології. З травня 2017 року дотепер кафедру очолює Артьомов М. П.
- Кафедра агротехнологій та екології створена у серпні 2017 року за Рішенням Вченої ради Харківського національного технічного університету сільського господарства імені Петра Василенка, але днем народження можна вважати 1930 рік, коли в Харківському інституті механізації сільського господасртва було створено дві кафедри: ґрунтознавство і агрохімія та землеробства і рослинництва. 1957 року кафедри були об'єднані в одну - землеробства і рослинництва. З 1974 по 1980 роки кафедру очолював Атрошенко М. Д. З 1980 по 2005 роки кафедру очолював Солошенко О. В. 2005 року відповідно до рішення Вченої ради університету були створені 2 кафедри: агрономії та екології, загальної та біологічної хімії. 2009 року згідно з рішенням Вченої Ради університету була створена кафедра хімії, агрономії та екології, яку очолив Васильєв С. І. У 2011-2013 роки секція агрономії і екології була введена до складу кафедри фізики, хімії і агрономії ННІ ПХВ під керівництвом професора Спольніка О. І. З 2012 року секцію очолював кандидат сільськогосподарських наук, доцент, Заслужений працівник сільського господарства України Горбаньов А. П. У зв’язку з реорганізацією структури Харківський національний технічний університет сільського господарства імені Петра Василенка у травні 2013 року секція агрономії та секція виробничого навчання стали структурними підрозділами кафедри оптимізації технологічних систем імені Т.П. Євсюкова ННІ МСМ. У серпні 2017 року секції агрономії та секція виробничого навчання були відокремлені від кафедри оптимізації технологічних систем ім. Т. П. Євсюкова і об’єднані у складі кафедри агротехнологій та екології під керівництвом доктора сільськогосподарських наук, професора, заслуженого діяча науки і техніки України, член-кореспондента НААН України Пузіка Володимира Кузьмича. Основні дисципліни, що викладаються на кафедрі: «Основи агрономії», «Технології виробництва продукції рослинництва», «Основи екології», «Інженерна екологія», «Технології механізованих робіт».

Навчально-науковий інститут енергетики та комп'ютерних технологій
Навчально-науковий інститут енергетики та комп'ютерних технологій засновано у 1948 році як факультет електрифікації сільського господарства Харківського інституту механізації та електрифікації сільського господарства. Інститут розташований за адресою вулиця Різдвяна 19. З 1950 до 1955 роки першим деканом факультету був видатний вчений Старцев Валеріан Іванович. З 1955 по 1966 і з 1969 по 1973 роки деканом був вчений Імшенецький Володимир Миколайович. Протягом 1966 по 1969 роки факультет очолював Баженов Іван Григорович. З 1973 по 1979 роки факультет очолював доцент Савченко Петро Ілліч. З 1979 по 1989 роки деканом факультету був доцент Свергун Юрій Федорович. 1989 року факультет перейменовано у факультет електрифікації та автоматизації сільського господарства Харківського державного технічного університету сільського господарства, очолив Мірошник Олександр Володимирович. 2002 року факультет прейменовано у факультет енергетики та комп'ютерних технологій. З 2009 року деканом факультету призначено Мороза Олександра Миколайовича. 2010 року наказом ректора Харківського національного технічного університету сільського господарства імені Петра Василенка реорганізовано в навчально-науковий інститут енергетики та комп'ютерних технологій.
- Кафедра біомедичної інженерії та теоретичної електротехніки належить до навчально-наукового інституту енергетики та комп'ютерних технологій Харківського національного технічного університету сільського господарства імені Петра Василенка. Кафедра заснована у 1930 році в період організації Харківського інституту механізації сільського господарства. Вона мала назву «Кафедра електротехніки і застосування електроенергії в сільському господарстві» і входила до складу факультету механізації сільського господарства. Очолював кафедру доцент Виноградов Є. П. 1948 року кафедру увійшла до складу факультету електрифікації сільського господарства, який відкрився того ж року під назвою «Електротехніка і електропривод». З 1937 по 1941 роки завідувачем кафедри був Кияниця В. Н. У різні роки кафедру очолювали: Плахотніков В. І. (1967-1969); Короткова О. В. (1970-1976); Кучин Л. Ф. (1976-1989); Свергун Юрій Федорович (1989-2009). З 2009 року кафедру очолює Косуліна Н. Г. 2018 року з відкриттям спеціальності 163 «Біомедична інженерія», кафедра технотроніки та теоретичної електротехніки отримала назву «Біомедична інженерія та теоретична електротехніка». На кафедрі в різні роки працювали і зробили значний внесок в розвиток навчально-методичної, науково-дослідної та виробничої бази кафедри такі викладачі: доцент Динабурський І. М., старший викладач Пясик Р. Б., старший викладач Савченко П. І., доцент Іванов Б. І., асистент Білаш І. П., старший викладач Ясько О. А., доцент Короткова О. В., доцент Лучинський О. Р., професор Філіпов Р. Л., професор Кучін Л. Ф., доцент Зотова З. І., доцент Балан Г. П., старший викладач Щербаков О. Є., старший викладач Черевищенко С. М., старший викладач Мороз С. О., доцент Кравченко П. О., професор Черенков О. Д. Випускні спеціальності 141  «Енергетика, електротехніка та електромеханіка» і 163 «Біомедична інженерія».
- Кафедра інтегрованих електротехнологій та процесів заснована в 1994 році на базі кафедри застосування електричної енергії в сільському господарстві, яку очолив Романченко М. А. В ставленні кафедри значний внесок зробили: Кунденко М. П., Жила В. І., Романченко М. А., Куришев В. Я., Слесаренко А. П., Черепньов А. С. , Ляшенко Г. А., Сорока О. С., Гаврилов П. В., Румянцев О. О., Журенко Є. В., Магда В. Й.,  Мусієнко Ю. І., Райтер О. М., Шинкаренко І. М.
- Кафедра автоматизованих електромеханічних систем заснована у 1953 році на базі існуючої кафедри «Застосування, виробництво та розподілення електроенергії в сільському господарстві». Відповідно до наказу ректора № 01-08/331 від 30.12.2009 року про упорядкування структури університету здійснилося перейменування кафедри «Застосування електричної енергії в сільському господарстві» на кафедру «Автоматизованих електромеханічних технологій». Кафедру очолювали: Осєтров Павло Олександрович (1953-1972); Баженов Іван Григорович (1972-1977, 1982-1983); Куришев Всеволод Якович (1977-1981, 1984-1988); Савченко Петро Ілліч (1983-1984, 1988-2000, 2002-2003); Тищенко Олександр Корнійович (2000-2002, 2003-2004); Лисиченко Микола Леонідович (2004). З 2017 року кафедру очолює Сорокін М. С.
- Кафедра електропостачання та енергетичного менеджменту створена на базі кафедри «Застосування, виробництво та розподілення електроенергії в сільському господарстві»в рік організації факультету електрифікації 1948 рік. Відповідно до наказу ректора № 01 08/331 від 30.12.2009 про упорядкування структури університету відбулося перейменування кафедри «Електропостачання сільського господарства» на «Електропостачання те енергетичного менеджменту». До 1958 року першим завідувачем кафедри був професор Плюгачов В. К. З 1958 по 1974 роки кафедру очолював Імшенецький Володимир Миколайович. 1974 року завідувачем кафедри обрано Рожавського Семена Михайловича. 1981 року на посаду завідувача кафедри призначено Ільченка Б. М. З 2005 по 2013 роки кафедру очолював професор Мірошник О. В. 2013 року на посаду завідувача кафедри обрано Мороза Олександра Миколайовича.
- Кафедра автоматизації та комп'ютерно-інтегрованих технологій створена у 2000 році на основі частини професорсько-викладацького складу кафедри кібернетики університету. Згідно наказу ректора університету від 30 грудня 2009 року про упорядкування структури університету було змінено назву кафедри на «Автоматизації комп'ютерних технологій». В період з 2000 по 2016 роки кафедру очолював Фурман Ілля Олександрович. В період з 2016 по 2018 роки кафедру очолював Піскарьов Олексій Миколайович. З 2018 року кафедру очолює Тимчук Сергій Олександрович. В різні роки на кафедрі працювали: Краснобаєв Віктор Анатолійович, Малиновський Михайло Леонідович. Основні напрями роботи кафедри: дослідження і створення високопродуктивних інтегровних комп'ютерних технологій та систем керування технологічними процесами сільськогосподарського виробництва, розвиток теорії будування, архітектури та технології промислового застосування над швидкодіючих обчислювальних та керуючих автоматів паралельної дії на основі регулярних мікро-електронних структур, дослідження та створення високонадійних мікроконтролерів та мікропроцесорних контролюючих пристроїв для мобільних та стаціонарних сільськогосподарських агрегатів, дослідження та створення систем автоматизованого проєктування деталей та вузлів сільськогосподарських машни, комплексного електрообладнання, систем електропостачання, а також інтегрованих АСКТП сільськогосподарського виробництва.

Навчально-науковий інститут технічного сервісу
У 1991 році був заснований єдиний в Україні факультет технічного сервісу, який в 2010 році став навчально-науковим інститутом технічного сервісу. 1990 року було здійснено набір за спеціалізацією "Технічний сервіс" спеціальності "Механізація сільського господарства" у кількості 52 студенти. Протягом навчального року були розроблені методичні забезпечення дисциплін, посилена матеріально-технічна база кафедр, налагоджений тісний зв’язок із ремонтно-обслуговуючими підприємствами. З вересня 1991 р. набір студентів збільшився до 120 осіб (4 групи). Враховуючи зростання популярності спеціалізації і перспективність такого напрямку підготовки, заручившись підтримкою Держсільгосптехніки, Агросабу, керівництво університету прийняло рушення про створення факультету технічного сервісу (наказ видано 29.11.1991р). 29 червня 1995 року було отримано дозвіл на підготовку фахівців за напрямом 6.0919 «Механізація та електрифікація сільського господарства» за спеціальністю 7.090904 «Експлуатація та ремонт сільськогосподарської техніки» обсягом 150 осіб. 11 лютого 1997 р. ДАК засвідчує право на проведення діяльності, пов’язаної з наданням вищої освіти на рівні кваліфікаційних вимог до спеціаліста за напрямом 6.0902 «Інженерна механіка» за спеціальністю «Сільськогосподарські машини» – 25 осіб. У зв’язку з введенням у дію нового переліку спеціальностей в 1997 році спеціальності факультету були нострифіковані в нову спеціальність «Машини та обладнання сільськогосподарського виробництва» з ліцензійним обсягом – 180 осіб за напрямом «Інженерна механіка». З 2006 р. Кабінет Міністрів України заніс зміни до переліку спеціальностей і в зв’язку з цим підготовка фахівців тепер здійснюється в галузі знань «Машини та обладнання с.-г. виробництва». У межах спеціальності були розроблені програми спеціалізацій: 1991 р. – технічний сервіс, 1995 р. – маркетинг і менеджмент у технічному сервісі, 1997 р. – конструювання техніки, 2000 р. – технічна інспекція, 2003 р. – дилерська діяльність.
- Кафедра технологічних систем ремонтного виробництва імені О. І. Сідашенка створена в 1931 році як кафедра ремонтної справи і технології матеріалів у складі факультету «Механізації сільського господарства». Зараз кафедра належить до навчально-наукового інституту Харківського національного технічного університету сільського господарства імені Петра Василенка. Першим завідувачем і засновником кафедри був Василенко Андрій Авер'янович. Значний внесок у розвиток кафедри зробили професори - Васильєв С. П., Єрмолов Л. С. (1961-1972), Тимофєєв П. В. (1960-1961), Полісський А. Я., Пилипенко М. С. (1973-1978, 1980-1987), Педченко І. Ф. (1978-1979), Сідашенко О. І. (1988-2020). З червня 2020 року кафедру очолює Романченко В. М. Основними напрямками наукових досліджень є розробка прогресивних способів відновлення деталей машин, підвищення надійності вузлів і агрегатів, розробка науково-методичних основ і нормативів, а також раціональних форм організації виробничих процесів виготовлення і ремонту сільськогосподарської техніки.
- Кафедра технічних систем і технологій тваринництва ім. Б. П. Шабельника створена у 1966 році за наказом Міністерства вищої та спеціальної освіти СРСР. Засновником кафедри був Євсєєв Михайло Карпович. Першими викладачами кафедри були Ворона Д. Д, Бабанських І. С., Троянов М. М., Загайко М. Г., Біложирова Т. П., Сідашенко О. І., Ткаченко Д. І., Головко С. М.
- Кафедра підприємництва, торгівлі та біржової діяльності була заснована у 2016 році у складі Навчально-наукового інституту механотроніки та систем менеджменту. Завідувач кафедри Левкіна Руслана Володимирівна. Основним напрямком наукової роботи кафедри є: «Науково-методологічне забезпечення розвитку соціально-економічних систем в аграрному бізнесі в умовах турбулентності національної економіки та інтеграційних процесів». Викладачі кафедри спільно з керівниками і спеціалістами суб’єктів аграрного бізнесу Харківської області проводять виїзні заняття з організації торговельної діяльності, відкриття власної справи та управління ефективністю підприємницької діяльності, укладають договори щодо проходження виробничої і фахової практики студентів, їх працевлаштування.
- Кафедра технології матеріалів створена  в період організації Харківського інституту механотроніки та електрифікації сільського господарства. В різні роки кафедру очолювали Комар Н., Петровський А., Чупіс М., Іванов М., Жуков А., Дубко М., Смірнов Ю., Татарінцев М., Куварзін І., Гужин П., Пилипенко М. С. З вересня 2008 року кафедру очолює Тришевський О. І.
- Кафедра надійності, міцності, будівництва та технічного сервісу машин імені В. Я. Аніловича створена в 1971 році при Харківському інституті механізації та електрифікації сільського господарства. Першим завідувачем кафедри був Анілович В. Я.. Основні напрямки роботи кафедри: оцінка, прогнозування та моделювання надійності тракторів і сільськогосподарських машин, підвищення довговічності агрегатів і систем тягово-енергетичнихт засобів, розробка технічних методів випробувань елементів машин на надійність, дослідження динамічної міцності їх вузлів і агрегатів.

Навчально-науковий інститут переробних і харчових виробництв
- Кафедра обладнання та інжинірингу переробних і харчових виробництв створена наказом ректора з 1 вересня 1993 року як кафедра механізації переробки та зберігання сільськогосподарської продукції. 2001 року кафедра перейменована в «Технології та обладнання переробних і харчових виробництв» у зв'язку з ліцензуванням напряму підготовки «Харчові технології та інженерія». 2005 року після виділення кафедри «Технологія переробки і зберігання зерна» кафедра перейменована в «Обладнання та процеси переробних і харчових виробництв». 2006 року після приєднання кафедри «Нарисної геометрії та креслення» кафедру перейменували в «Обладнання та інжиніринг переробних і харчових виробництв». З 1965 по 1980 роки кафедру очолював Міхно О. Д. З 1980-1992 роки очолював Бабанських І. С. З 1992 по 2009 роки кафедру очолював Шотіков А. В. З 2018 року кафедру очолює Богомолов О. В.
- Кафедра фізики і теоретичної механіки входить до складу навчально-наукового інституту переробних і харчових виробництв. З метою поліпшення викладання фундаментальних дисциплін, які є базовими для спеіалістів агропромислового комплексу, рішенням Вченої ради університету з 1 вересня 2017 року було створено кафедру. В формуванні кожної кафедри велику роль зіграли видатні вчені. Одним із яскравих керівників кафедри фізики був заслужений діяч науки і техніки України, доктор фізико-математичних наук, професор Старцев В. І. Він був одним із засновників наукових інститутів світового рівня: Інституту монокристалів і Фізико-технічного інституту низьких температур АН УРСР. Його наукові роботи відомі за межами України: в США, Німеччині, Франції, Японії, Канаді, Австрії. Серед його учнів 40 кандидатів і 6 докторів наук. Протягом ряду років кафедру фізики очолював доцент Слоновський М. В. Він мав енциклопедичні знання в різних галузях науки і техніки. Значна частина його наукових робіт стали базою кандидатських і докторських дисертацій, виконаних в Харківському інституті механізації та електрифікації сільського господарства. На початку вісімдесятих років кафедру фізики очолив доктор технічних наук, професор Гольдін М. Л. З 1989 року кафедру фізики очолив доцент Спольнік О. І. Кафедра теоретичної механіки та теорії механізмів і машин  була створена в Харківському інституті механізації та електрифікації сільського господарства у 1972 році після поділення на дві частини кафедри опору матеріалів та теоретичної механіки, якою на той час завідував доктор технічних наук, професор Анілович В. Я. Першим завідувачем кафедри теоретичної механіки та теорії механізмів і машин був один із найбільш досвідчених викладачів Харківського інституту механізації та електрифікації сільського господарства – кандидат технічних наук, доцент Залєський М. Ю., який багато зробив для становлення кафедри. Надалі кафедру очолювали: доцент Осадча Є. П. (1973-1974), професор Гаркуша І. Д. (1974-1982, 1984-1985), доцент Татарінцев М. І. (1982-1984), доцент Луценко С. С. (1985-1993). З 1993 року кафедру теоретичної механіки і ТММ очолював професор Кучеренко С. І.  Значний внесок в науково-методичну роботу внесли викладачі кафедри доцент Бурлака В. В., доцент Дроннік Ю. М., професор Ольшанський В. П., професор Сахаревич В. Д., професор Гаркуша І. Д., доцент Мохір О. П., доцент Скофенко С. М., доцент Сліпченко М. В. З 2009 року кафедра теоретичної механіки і теорії механізмів і машин та кафедра деталей машин і підйомно-транспортних машин об’єдналися. Назва нової кафедри – «Кафедра теоретичної механіки та деталей машин». 2014 року до цієї кафедри було приєднано кафедру фізики. Нову кафедру «Фізики, теоретичної механіки та деталей машин» очолив заслужений працівник освіти України, доктор технічних наук, професор, академік НААН України Тіщенко Л. М.
- Кафедра вищої математики створена в 1930 році. Основний напрям діяльності є фундаментальна підготовка висококваліфікованих фахівців для сільського господарства України. В 50-70 роках на кафедрі працювали відомі математики: Баженов Г. М., Геронімус Я. Л., Дринфельд Г. І., Лівшиц М. С. З 1976 по 2002 роки кафедрою завідував Сметанкін В. О. З 2002 року на посаді завідувача кафедри працює Завгородній О. І.
- Кафедра мовної підготовки була заснована на базі кафедри іноземних мов у 1938 році. Основним напрямком діяльності кафедри є підготовка високо кваліфікованих фахівців за всіма спеціальностями університету з високим рівнем володіння іноземними мовами. Значний вклад у розвиток кафедри внесли завідувачі: Вернигора А. І. (1938-1958), Струмберг І. Ф. (1958-1976), Гураль Л. Л. (1976-1982), Іванова І. А. (1982-1985), Бовчалюк Я. П. (1985-2002). 2009 року кафедру очолювала Ємельянова Є. С. Наразі кафедру очолює кандидат філологічних наук, доцент Полякова Тетяна Леонідівна.
- Кафедра технології переробних і харчових виробництв створена 3 жовтня 2005 року шляхом відокремлення від кафедри «Технології та обладнання переробних і харчових виробництв». Кафедру очолювала Сафонова Ольга Миколаївна. 2010 року кафедру перейменовано на кафедру технологій переробних і харчових виробництв. Вагомий внесок у її розвиток внесли Перцевой Микола Іванович, Верешко Наталія В'ячеславівна, Теймурова Анжеліка Тагирівна, Шуліка Олена Анатоліївна, Ольховська Юлія Юріївна, Бородіна Анастасія Володимирівна, Домахіна марія Олександрівна. 2013 року до складу кафедри приєднується кафедра «Хімія». З 2016 року Гавриш Тетяна Володимирівна завідувачка кафедри. Основні напрямки науково-дослідної роботи: технологія елеваторної промисловості, технологія борошномельних та круп'яних виробництв, харчові технології комбікормів та праміксів, технолоія хліба.
- Кафедра кібернетики створена у 1990 році і мала назву «Обчислювальна технічка та математичне моделювання на ЕОМ». У зв'язку з реорганізацією інституту, кафедру перейменовано в кафедру кібернетики. Завідував кафедрою Путятін Валерій Петрович. Разом із ним з самого початку працювали Мегель Ю. Є., Руденко А. П., Чалий І. В. В різні роки на кафедрі працювали Фурман І. О., Тимчук С. О., Романов В. А., Бакєєв С. Д. З 2006 року і по сьогодні Мегель Ю. Є. завідувач кафедри кібернетики Харківського національного технічного університету сільського господарства імені Петра Василенка. Пріоритетними науковими напрямками кафедри є теорія складних систем, математичне моделювання технологічних процесів, оптимізація екологічних систем,  моделювання біологічних систем і процесів, видавництво, поліграфія та дизайн.

Навчально-науковий інститут бізнесу і менеджменту заснований у 2010 році на базі факультету менеджменту Харківського національного технічного університету сільського господарства імені Петра Василенка, який був створений у 1997 році. У складі ННІ БМ діют 6 кафедр та 3 наукові школи, які проводять велику наукову та науково-практичну діяльність.
- Кафедра організації виробництва, бізнесу та менеджменту заснована у 1948 році як кафедра Економіки та організації сільськогосподарського виробництва для забезпечення організаційно-економічної підготовки фахівців для сільського господарства. Першим керівником кафедри був доцент П. І. Лук'янов. З 1965 по 1973 роки кафедру очолював доцент М. Є. Писін. З 1973 по  2017 роки кафедру очолює заслужений працівник освіти України, академік Інженерної академії України, професор Г. Є. Мазнєв. З 2017 по 2018 роки кафедру очолювала кандидатка економічних наук, доцентка О. О. Артеменко - представник наукової школи професора Г. Є. Мазнєва. З вересня 2018 року кафедру очолює доктор економічних наук, професор О. О. Красноруцький, під керівництвом якого засновано наукову школу «Механізми розвитку аграрного ринку, підвищення економічної ефективності та конкурентоспроможності його суб'єктів». Основний напрямок роботи: обґрунтування механізмів підвищення конкурентоспроможності, розвитку екномічного та виробничо-технологічного потенціалу суб'єктів агропромислового виробництва. Кафедра видає науковий журнал «Актуальні проблеми інноваційної економіки» (категорія Б) та збірник наукових праць «Вісник ХНТУСГ: Економічні науки».
- Кафедра культури, спорту та туризму була створена у 1991 році і відтоді залишається унікальною в системі технічних закладів вищої освіти Україні. Метою діяльності кафедри є виховання сучасного фахівця, який має знати культурні та історичні традиції свого народу, а також інших народів світу. Завданням кафедри є популяризація здорового способу життя, масового спорту та фізичної культури. Професорсько-викладацький склад кафедри бере активну участь в науково-методичній діяльності, співпрацює з іншими кафедрами. Наразі кафедру очолює кандидатка філософських наук, доцентка М О. Мазоренко.
- Кафедра ЮНЕСКО «Філософія людського спілкування» та соціально-гуманітарних дисциплін заснована у травні 1996 року в результаті підписаня Угоди між Гнеральним директором ЮНЕСКО та ректором Харківського державного технічного університету сільського господарства. 2008 року внаслідок об'єднання з кафедрами Філософії та історії України отримала назву кафедра ЮНЕСКО «Філософія людського спілкування» та соціально-гуманітарних дисциплін. Завідувачами кафедри у різні роки були: професор, академік Академії наук вищої школи України Д. І. Руденко (1996-2001);  профеор І. В. Карпенко (2002); професорка О. К. Бурова (2002-2007); професор С. О. Завєтний (2007-2017). З липня 2017 року кафедру очолює кандидатка філософських наук, докторка економічних наук, доцентка Н. І. Моісєєва. З 2018 року кафедра здійснює підготовку фахівців зі спеціальності 242 Туризм за освітньою програмою «Туризм». Основним заданням діяльності кафедри є викладання гуманітарних дисциплін, впровадження в практику освіти відповідного науково-методичного забезпечення навчально-виховного процесу розробка нови освітніх програм гуманітарного напрямку у технічному ЗВО та здійснення наукових досліджень.
- Кафедра обліку та аудиту заснована 27 серпня 1999 року у складі факультету менеджменту Харківського державного технічного університету сільського господарства. Основна мета створення кафедри - забезпечення комплексного навчання студентів економічних спеціальностей, підготовка висококваліфікованих бухгалтерів-економістів для агрраної галузі України. Першим завідувачем кафедри був вчений, член-кореспондент НААН України, доктор економічних наук, професор В. Я. Амбросов. З 2014 по 2015 роки кафедру очолював доктор економічних наук, професор О. О. Красноруцький. З 2015 року завідуючкою кафедри є докторка економічних наук професорка Маренич Т. Г.
- Кафедра економіки та маркетингу заснована у 1948 році коли в Харківському інституті механізації та електрифікації сільського господарства для забезпечення економічної підготовки майбутніх інженерів було відкрито кафедру «Економіки і організації сільськогосподарського виробництва». Наказом ректора Харківського інституту механізації та електрифікації сільського господарства 26 травня 1992 року було створено кафедру «Економіки, бізнесу і маркетингу», завідувачем якої було обрано члена-кореспондента НААН, доктора економічних наук, професора В. Я. Амбросова. 1999 року була утвореа кафедра «Економіки та маркетингу», яку очолював видатний вчений в галузі економіки сільського господарства, доктор економічних наук, професор В. Г. Рижков. Кафедра підтримує тісні робочі зв'язки з колегами США, Італії, Польщі, Білорусі, Китаю, Німеччини, Словаччини.  З 2009 року кафедру очолює докторка економічних наук, професорка В. М. Онегіна.
- Кафедра маркетингу та медіакомунікацій створена 2 вересня 2019 року з метою науково-практичної підготовки фахівців за спеціальністю 075 Маркетинг. Основний напрям наукової роботи кафедри - стратегічне управління та механізм запровадження новітніх маркетингових інструментів для забезпечення конкурентоспроможного розвитку суб'єктів бізнесу: теоретичні та практичні аспекти. Очолює кафедру докторка економічних наук, професорка О. В. Мандич, яка є головою Ради молодих вчених при Харківській обласній державній адміністрації.

Факультет технологічних систем і логістики - наймолодший факультет Харківського національного технічного університету сільського господарства імені Петра Василенка, який був заснований 3 вересня 2018 року на базі трьох кафедр. Очолює факультет кандидат технічних наук,, доцент А. Г. Кравцов.
- Кафедра деревооброблювальних технологій та системотехніки лісового комплексу була створена у 2003 році а ініціативою ректорату університету Д. І. Мазоренка та декана факультету технічного сервісу професора О. А. Науменка. Кафедра успішно здійснює підготовку високо-кваліфікованих фахівців для деревообробної галузі та сфери лісового господарства. Першим завідуваем кафеди був призначений доцент С. І. Овсянніков. Першими викладачами кафедри були П. П. Бадалов, Є. М. Чаплигін, В. В. Курлік. 2010 року у зв'язку з реорганізацією університету та відкриттям нового напряму «Технологія деревообробки», кафедра отримала нове найменування - кафедра системотехніки та технологій лісового комплексу. 2013 року кафедра перейменована в кафедру деревообробних технологій та системотехніки лісового комплексу. 2015 року кафедру очолював доцент А. К. Автухов, а з грудня 2016 року завідуючкою кафедри є член-кореспондент Академії економічних наук України докторка економічних наук, доцентка А. А. Суска.  Кафедра навчає фахівців за двома спеціальностями : 187 «Деревообробні та меблеві технології» і 205 «Лісове господарство». Основні напрямки наукової роботи кафедри: лісомеліорація агроландшафтів, економічні моделі розвитку підприємств лісового господарства та оцінка економічного потенціалу використання лісових ресурсів, урбоекологія, підвищення зносостійкості дереворізальних інструментів і трибосистем лісових машин, удосконалення методів та обладнання для підготовки насіння хвойних порід до зберігання та використання, комп’ютерне моделювання й оптимізація обладнання та процесів деревообробки, надійність технологічних систем, технічне обслуговування машин за станом.
- Кафедра транспортних технологій і логістики створена 1 листопада 2012 року у складі навчально-наукового інституту Технічного сервісу. З 1 вересня 2018 року кафедра увійшла до складу факультету Технологічних систем і логістики. Підґрунтям для створення кафедри стала необхідність розробки наукових підходів до планування вантажних перевезень у сфері АПК, Основними напрямками наукової роботи професорсько-викладацького складу кафедри є моделювання процесів вантажних перевезень в межах міста з урахуванням заторів в години пікових навантажень вуличної мережі; транспортна діагностика; моделювання та підвищення ефективності транспортно-технологічних процесів у системах доставки вантажів; підвищення паливної економічності та поліпшення екологічних показників засобів транспорту в умовах експлуатації шляхом використання різних видів біодизеля. На кафедрі створено три лабораторії з проблем логістики і мультимодальних перевезень, з проблем транспортних технологій і дорожнього руху, з проблем інтелектуальних транспортних систем і діагностики. З 2018 року і дотепер кафедрою завідує доктор технічних наук, професор В. А. Войтов.
- Кафедра агрологістики і управління ланцюгами постачань заснована 3 вересня 2018 року. Основним напрямом роботи професорсько-викладацького складу кафедри є дослідження проблем міжнародної комерційної логістики і митної справи. Очолює кафедру докторка економічних наук, доцентка Т. Ф. Ларіна.

## Спеціалізовані Вчені ради по захисту дисертацій
- Спеціалізована вчена рада по захисту докторських та кандидатських дисертацій Д 64.832.01, спеціальності:

05.09.03 — Електротехнічні комплекси та системи; 05.11.17 — Біологічні та медичні прилади та системи.
- Спеціалізована вчена рада по захисту докторських та кандидатських дисертацій Д 64.832.02, спеціальності:

08.00.04 — Економіка та управління підприємствами (за видами економічної діяльності)
- Спеціалізована вчена рада по захисту кандидатських дисертацій К 64.832.03, спеціальності:

05.02.04 — Тертя та зношування машин; 05.22.20 — Експлуатація та ремонт засобів транспорту.
- Спеціалізована вчена рада по захисту докторських та кандидатських дисертацій Д 64.832.04, спеціальності:

05.05.11 — Машини і засоби механізації сільськогосподарського виробництва; 05.02.01 — Матеріалознавство.
- Спеціалізована вчена рада ДФ 64.832.003, спеціальність: 073 — Менеджмент.

## Наукові школи університету
- Наукова школа «Інтенсифікація процесів зернових сепараторів»;
- Наукова школа «Розробка енергозберігаючих технічних засобів механізації приготування кормів»;
- Наукова школа «Конструктивна зносостійкість трібосистем машин та моніторинг їх надійності»;
- Наукова школа «Математичне моделювання технологічних процесів сільськогосподарського виробництва»;
- Наукова школа «Механізми економічного регулювання сільськогосподарських товаровиробників в умовах формування інноваційної моделі розвитку АПК»;
- Наукова школа «Методи та засоби підвищення ефективності керування і транспорту електричної енергії в електричних мережах»;
- Наукова школа «Методи оцінки та аналізу стану біологічних об'єктів при впливі на них фізичних факторів електромагнітної природи»;
- Наукова школа «Філософські проблеми управління і спілкування»;
- Наукова школа «Технічна ефективність машин і засобів механізації АПК»;
- Наукова школа «Механізми розвитку аграрного ринку, підвищення економічної ефективності та конкурентоспроможності його суб'єктів»;
- Наукова школа «Тракторна енергетика»;
- Наукова школа «Інноваційні технології харчових продуктів із зерна та борошна»;
- Наукова школа імені академіка В. Я. Аніловича «Надійність машин та засобів механізації сільського господарства»;
- Наукова школа «Автоматизація біотехнологічних процесів у сільськогосподарському виробництві»;
- Наукова школа «Підвищення ефективності використання машин і засобів механізації в рослинництві»;
- Наукова школа «Підвищення якості технологічних та експлуатаційних властивостей виробів при їх виробництві та відновленні»;
- Наукова школа «Програмовані керуючі автомати паралельної дії»;
- Наукова школа «Система регуляторів економічних процесів».

## Науковці університету
Див. також: Категорія:Науковці Харківського національного технічного університету сільського господарства
- Алфьоров Олексій Ігорович
- Амбросов Володимир Якович
- Анілович Веніамін Якович
- Артьомов Микола Прокопович
- Бакуменко Валерій Данилович
- Бакум Микола Васильович
- Белебеха Іван Олексійович
- Богомолов Олексій Васильович
- Бредихін Вадим Вікторович
- Булгаков Володимир Михайлович
- Власовець Віталій Михайлович
- Горбаньов Анатолій Петрович
- Грабар Наталя Григорівна
- Дроздова Ірина Петрівна
- Завгородній Олексій Іванович (науковець)
- Заїка Петро Митрофанович
- Каданер Лев Ілліч
- Краснобаєв Віктор Анатолійович
- Кунденко Микола Петрович
- Лебедєв Анатолій Тихонович
- Лисиченко Микола Леонідович
- Мазоренко Дмитро Іванович
- Малиновський Михайло Леонідович
- Маренич Тетяна Григорівна
- Мегель Юрій Євгенович
- Мельник Віктор Іванович
- Моісєєва Наталія Іванівна
- Мороз Олександр Миколайович (науковець)
- Нанка Олександр Володимирович
- Науменко Артем Олександрович
- Науменко Олександр Артемович
- Ольшанський Василь Павлович
- Онегіна Вікторія Михайлівна
- Пастухов Валерій Іванович
- Пилипенко Микола Семенович
- Пузік Володимир Кузьмич
- Савченко Петро Ілліч
- Сідашенко Олександр Іванович
- Скобло Тамара Семенівна
- Спольнік Олександр Іванович
- Тимчук Сергій Олександрович
- Тіщенко Леонід Миколайович
- Тришевський Олег Ігорович
- Фурман Ілля Олександрович
- Шабельник Борис Петрович
- Шабля Володимир Петрович

## Відомі випускники
Див. також: Категорія:Випускники Харківського національного технічного університету сільського господарства
- Алфьоров Олексій Ігорович
- Артьомов Микола Прокопович
- Балюк Іван Махтійович
- Бакум Микола Васильович
- Бродніков Герман Миколайович
- Богомолов Олексій Васильович
- Бредихін Вадим Вікторович
- Булгаков Володимир Михайлович
- Власовець Віталій Михайлович
- Гадяцький Олександр Васильович
- Гладкіх Василь Іванович
- Гопей Іван Олександрович
- Горбаньов Анатолій Петрович
- Гуревич Володимир Ігорович
- Доровський Олександр Вікторович
- Завгородній Олексій Іванович (науковець)
- Іщенко Олександр Іванович
- Козаченко Олексій Васильович
- Колесник Василь Артемович
- Колєснік Олексій Миколайович
- Косолапов Анатолій Григорович
- Кривцов Василь Васильович
- Кунденко Микола Петрович
- Лісовол Віктор Іванович
- Луценко Степан Васильович
- Мазоренко Дмитро Іванович
- Мандич Олександра Валеріївна
- Масельський Степан Іванович
- Мовчан Валерій Іванович
- Мороз Олександр Миколайович (науковець)
- Нагаєв Віктор Михайлович
- Нанка Олександр Володимирович
- Науменко Артем Олександрович
- Науменко Олександр Артемович
- Несвітський Яків Іванович
- Пастухов Валерій Іванович
- Пилипенко Микола Семенович
- Прав Юрій Григорович
- Савченко Петро Ілліч
- Сідашенко Олександр Іванович
- Слажнєв Іван Гаврилович
- Сорокін Сергій Петрович
- Тіщенко Леонід Миколайович
- Тур'янський Олександр Володимирович
- Тягло Володимир Миколайович
- Федоров Володимир Григорович
- Чернов Сергій Іванович
- Шакін Микола Іванович
- Шабельник Борис Петрович
- Шаповалов Олег Володимирович

## Наукові журнали ХНТУСГ
- Актуальні проблеми інноваційної економіки;
- Вісник студентського наукового товариства;
- Вісник Харківського національного технічного університету сільського господарства ім. П. Василенка;
- Енергетика та комп'ютерно-інтегровані технології в АПК;
- Технічний сервіс агропромислового, лісового та транспортного комплексів;
- Філософія  спілкування : Філософія. Психологія. Соціальна комунікація;
- Інженерія переробних і харчових виробництв;
- Інженерія природокористування.

## Наукова бібліотека
Наукова бібліотека Харківського національного технічного університету сільського господарства імені Петра Василенка (НБ ХНТУСГ) — невіддільна частина інформаційного середовища університету, його ресурсний, комунікативний і соціально-культурний центр. Бібліотека підтримує дослідницькі та інформаційні потреби студентів, викладачів університету, має розвинену систему обслуговування; бібліотечні пункти обслуговування працюють у п'яти Науково-навчальних інститутах ХНТУСГ (5 абонементів, 5 читальних залів, 162 посадкових місць для користувачів), бібліотечний фонд нараховує понад 395 000 прим., у тому числі фонд електронної бібліотеки — понад 1000 документів.
Більш детально на сторінці Наукова бібліотека Харківського національного технічного університету сільського господарства імені Петра Василенка.

## Цікаві факти
Виш із 2003 року є членом Європейської асоціації аграрних університетів, колективним членом Міжнародної академії наук вищої школи, членом Консорціуму аграрних університетів світу.

## Нагороди та відзнаки
- Почесна грамота Харківського обласного комітету Ради вищих навчальних і наукових закладів як один із кращих ВНЗ в м. Харкова (1939);
- Щорічно Перехідним червоним прапором ЦК КПРС, Ради Міністрів СРСР, ВЦРПС і ЦК ВЛКСМ за активну участь у збиранні врожаю та хлібозаготівлі на цілинних землях і високі показники в соціальному змаганні (1956-1958);
- Почесна грамота ЦК ВЛКСМ України за активну роботу по залученню студентської молоді до суспільно корисної праці в період літніх канікул (1965);
- Почесна грамота президії Верховної Ради Української РСР за успіхи у підготовці висококваліфікованих спеціалістів для народного господарства, у розвитку наукових досліджень (1980);
- Почесна грамота президії ВЦРПС за активне сприяння впровадженню досягнень науки, техніки, передового досвіду в народне господарство і у зв'язку із 100-річчям з дня заснування науково-технічних спілок Харківської області (1980);
- Перехідним червоним прапором ЦК КПРС, Ради Міністрів СРСР, ВЦРПС і ЦК ВЛКСМ за успішне виконання плану економічного і соціального розвитку (1983);
- Почесна грамота президії ВЦРПС за значний внесок у виконання соціалістичних зобов'язань ХІ п'ятирічки по створенню фонду економії від впровадження винаходів і раціоналізаторських пропозицій у народному господарстві (1986);
- Почесна грамота Харківської обласної державної адміністрації і Харківської обласної ради за значний внесок у наукове забезпечення реформування агропромислового комплексу Харківського регіону та підготовку висококваліфікованих спеціалістів для сільського господарства (2000);
- Почесна грамота Кабінету Міністрів України за успіхи у підготовці фахівців для сільськогосподарського виробництва, розвиток аграрної науки і впровадження її досягнень (2001);
- Знак «Відмінник аграрної освіти та науки» І ступеня (2002);
- Член Асоціації аграрних ВНЗ Європи (ІСА) (2002);
- Переможець Всеукраїнського конкурсу «Діловий імідж України» (2005);
- Почесна грамота Президії Української академії аграрних наук за вагомий внесок у підготовку кадрів для сільськогосподарського виробництва, розвиток аграрної науки, розробку та освоєння сучасних технологій в галузі механізації і електрифікації сільського господарства та у зв'язку з 75-річчям з дня заснування університету (2005);
- Диплом переможця Всеукраїнського конкурсу-виставки «Кращий вітчизняний товар» у номінації «Наука» (2006-2009, 2012, 2013);
- Золота медаль переможця Всеукраїнського конкурсу на кращу продукцію, технологію, наукову розробку «АГРО-2011» (2011);
- Диплом Гран-Прі «Лідер наукової та науково-технічної діяльності» Міжнародної виставки «Сучасні заклади освіти» (2019, 2020);